# Еріх фон Кайзер
Еріх Карл Ойген фон Кайзер (нім. Erich Karl Eugen von Keiser; 10 грудня 1882, Гляйвіц — 5 серпня 1969, Мюнхен) — німецький офіцер, генерал-лейтенант вермахту.

## Біографія
Син оберстлейтенанта Прусської армії Ернста фон Кайзера (1846–1906) і його дружини Амалії, уродженої Дойль (1855–1884). 22 березня 1902 року вступив в Прусську армію. Учасник Першої світової війни. Після демобілізації армії залишений в рейхсвері. 31 жовтня 1938 року вийшов у відставку.
26 серпня 1939 року призваний у вермахт і призначений комендантом 540-го тилового району. З 25 жовтня 1939 року — командир 425-ї дивізії особливого призначення, з 1 червня 1940 року — запасних частин 100, з 9 серпня 1940 року — 402-ї дивізії особливого призначення. З 19 вересня 1941 року — командувач військовополоненими в 2-му, з 15 листопада 1942 року — в 3-му військовому окрузі. 15 квітня 1944 року відправлений в резерв фюрера, а 30 квітня був звільнений у відставку.

## Сім'я
3 жовтня 1908 року одружився з Генрієттою Беттіхер (1887). В пари народились сини Вольф Дітріх (1909) і Ганс Юрген (1913).

## Звання
- Фенріх (22 березня 1902)
- Лейтенант (27 січня 1904)
- Оберлейтенант (6 червня 1941)
- Гауптман (8 листопада 1914)
- Майор (1 квітня 1925)
- Оберстлейтенант (1 лютого 1930)
- Оберст (1 грудня 1932)
- Генерал-майор запасу (1 жовтня 1935)
- Генерал-майор до розпорядження (1 вересня 1940)
- Генерал-лейтенант до розпорядження (1 грудня 1941)

## Нагороди
- Залізний хрест 2-го і 1-го класу
- Хрест «За заслуги у військовій допомозі»
- Медаль «За відвагу» (Гессен)
- Нагрудний знак «За поранення» в чорному
- Почесний хрест ветерана війни з мечами
- Медаль «За вислугу років у Вермахті» 4-го, 3-го, 2-го і 1-го класу (25 років)
- Застібка до Залізного хреста 2-го класу
- Хрест Воєнних заслуг
  - 2-го класу з мечами (20 квітня 1942)
  - 1-го класу з мечами (1 вересня 1942)